# Mentzelia congesta
Mentzelia congesta là một loài thực vật có hoa trong họ Loasaceae. Loài này được Torr. & A. Gray mô tả khoa học đầu tiên năm 1840.